# Oreca 03
De Oreca 03 is een Le Mans Prototype (LMP) ontworpen door de Franse constructeur Oreca. De auto maakte in 2011 zijn debuut tijdens de 12 uren van Sebring.

## Technisch
Het chassis voldoet aan de eisen van het LMP-2-klassement. Naast het Orecateam zijn er een aantal andere teams welke met de Oreca 03 uitkomen. De meeste teams maken gebruik van een 4,5L V8-motor van Nissan. Hiernaast is er een team dat gebruikmaakt van een 3,6L V8 ontwikkeld door Judd. Beide motoren hebben een maximaal vermogen van 460 pk.